# Ларра (коммуна)
Ларра́ (фр. Larra, окс. Larran) — коммуна во Франции, находится в регионе Юг — Пиренеи. Департамент — Верхняя Гаронна. Входит в состав кантона Гренад. Округ коммуны — Тулуза.
Код INSEE коммуны — 31592.

## География
Коммуна расположена приблизительно в 580 км к югу от Парижа, в 23 км к северо-западу от Тулузы.
На востоке коммуны протекает река Сав.

## Климат
Климат умеренно-океанический. Зима мягкая и снежная, весна характеризуется сильными дождями и грозами, лето сухое и жаркое, осень солнечная. Преобладают сильные юго-восточные и северо-западные ветры.

## Население
Население коммуны на 2010 год составляло 1432 человека.
| 1962 | 1968 | 1975 | 1982 | 1990 | 1999 | 2010 |
| ---- | ---- | ---- | ---- | ---- | ---- | ---- |
| 325  | 324  | 348  | 674  | 955  | 1133 | 1432 |

## Администрация
| Период | Период | Фамилия        | Партия | Примечания |
| ------ | ------ | -------------- | ------ | ---------- |
| 2001   | 2014   | Андре Сен-Поль |        |            |
| 2014   | 2020   | Жерар Жанер    |        |            |

## Экономика
В 2010 году среди 942 человек трудоспособного возраста (15—64 лет) 747 были экономически активными, 195 — неактивными (показатель активности — 79,3 %, в 1999 году было 74,5 %). Из 747 активных жителей работали 703 человека (376 мужчин и 327 женщин), безработных были 44 (19 мужчин и 25 женщин). Среди 195 неактивных 71 человек были учениками или студентами, 72 — пенсионерами, 52 были неактивными по другим причинам.

## Достопримечательности
- Замок Ларра и парк (XVIII век). Исторический памятник с 1993 года[4]
- Церковь Св. Севериана (XIX век)

## Фотогалерея

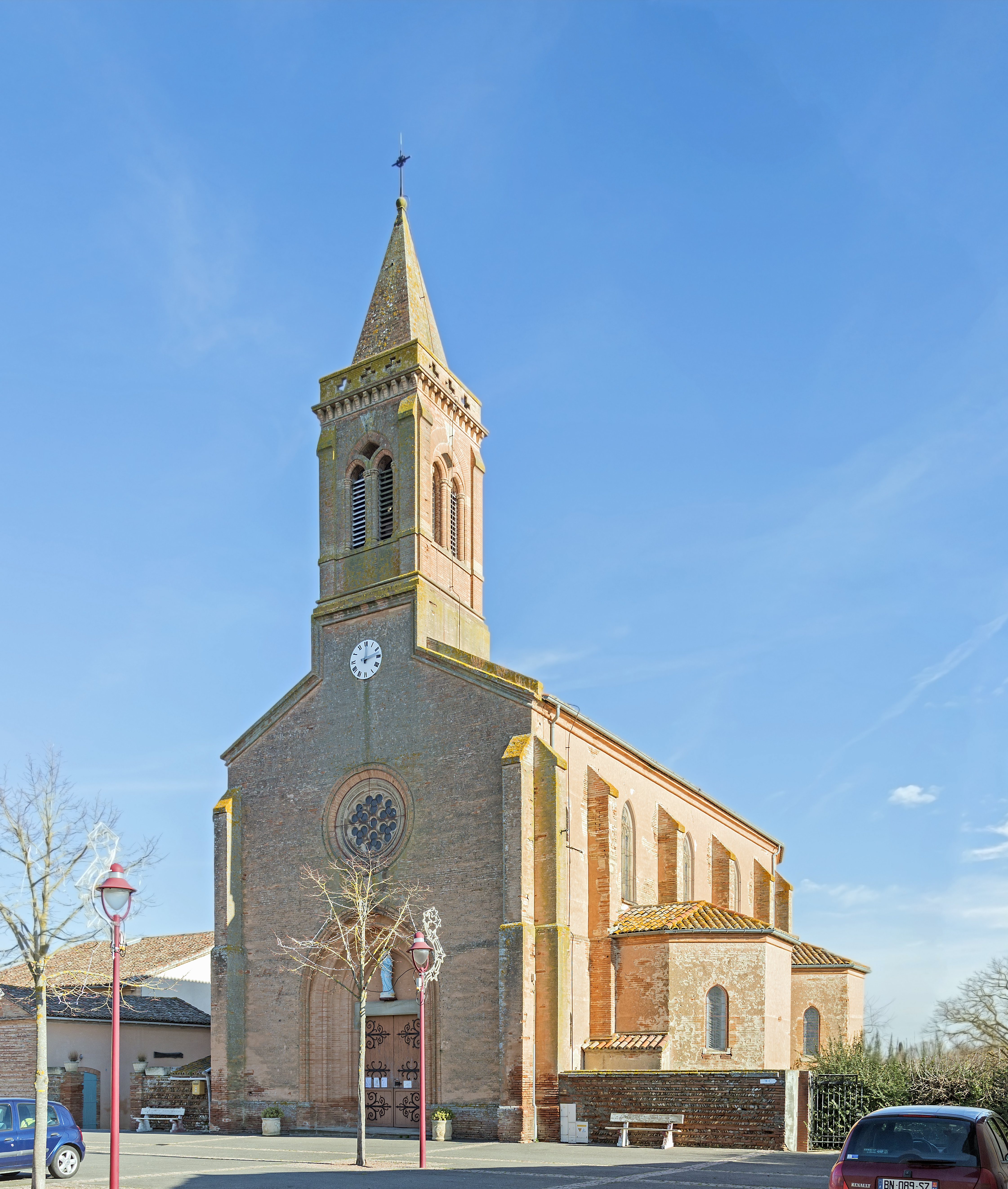
Церковь Св. Севериана
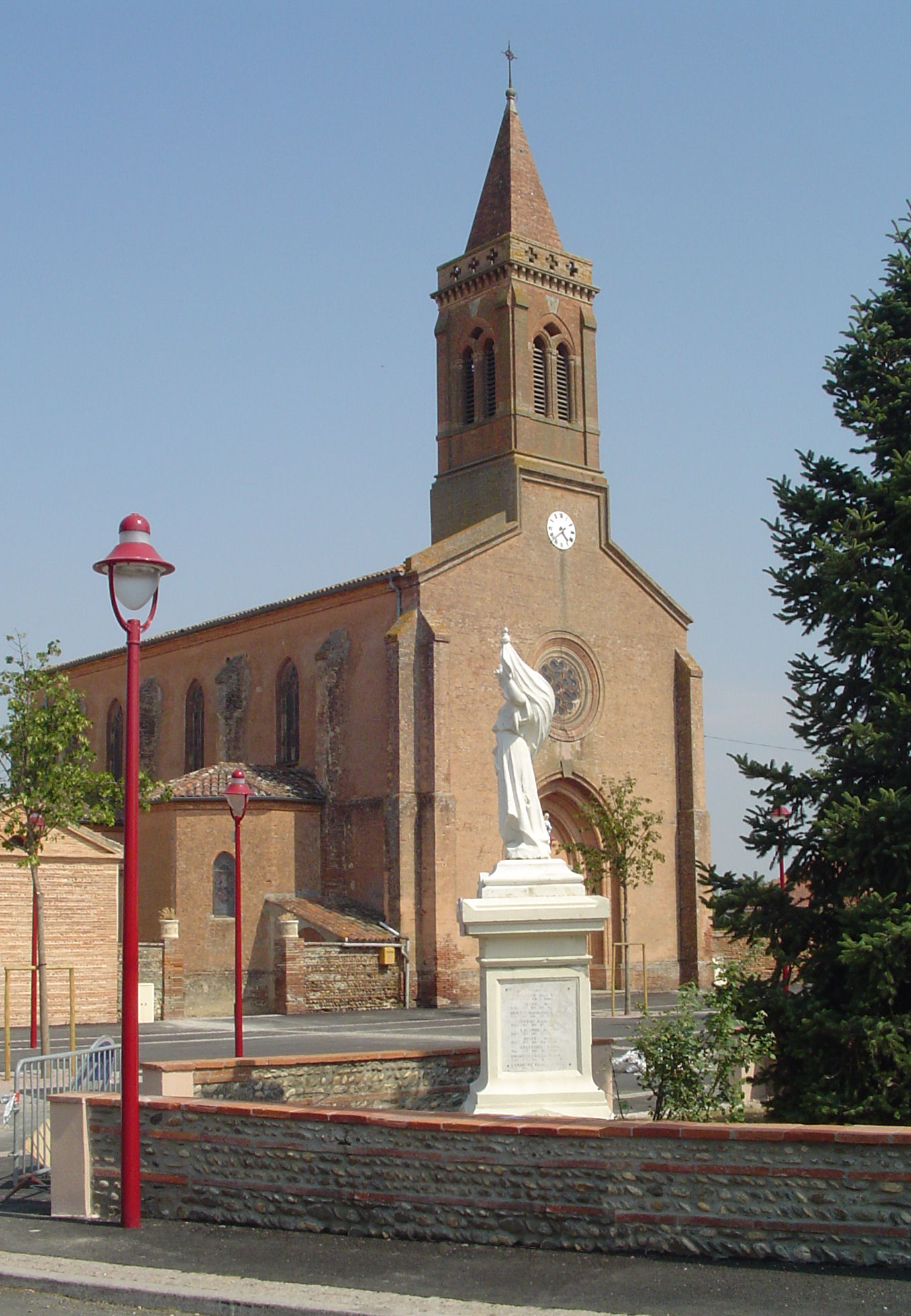
Церковь Св. Севериана и военный мемориал
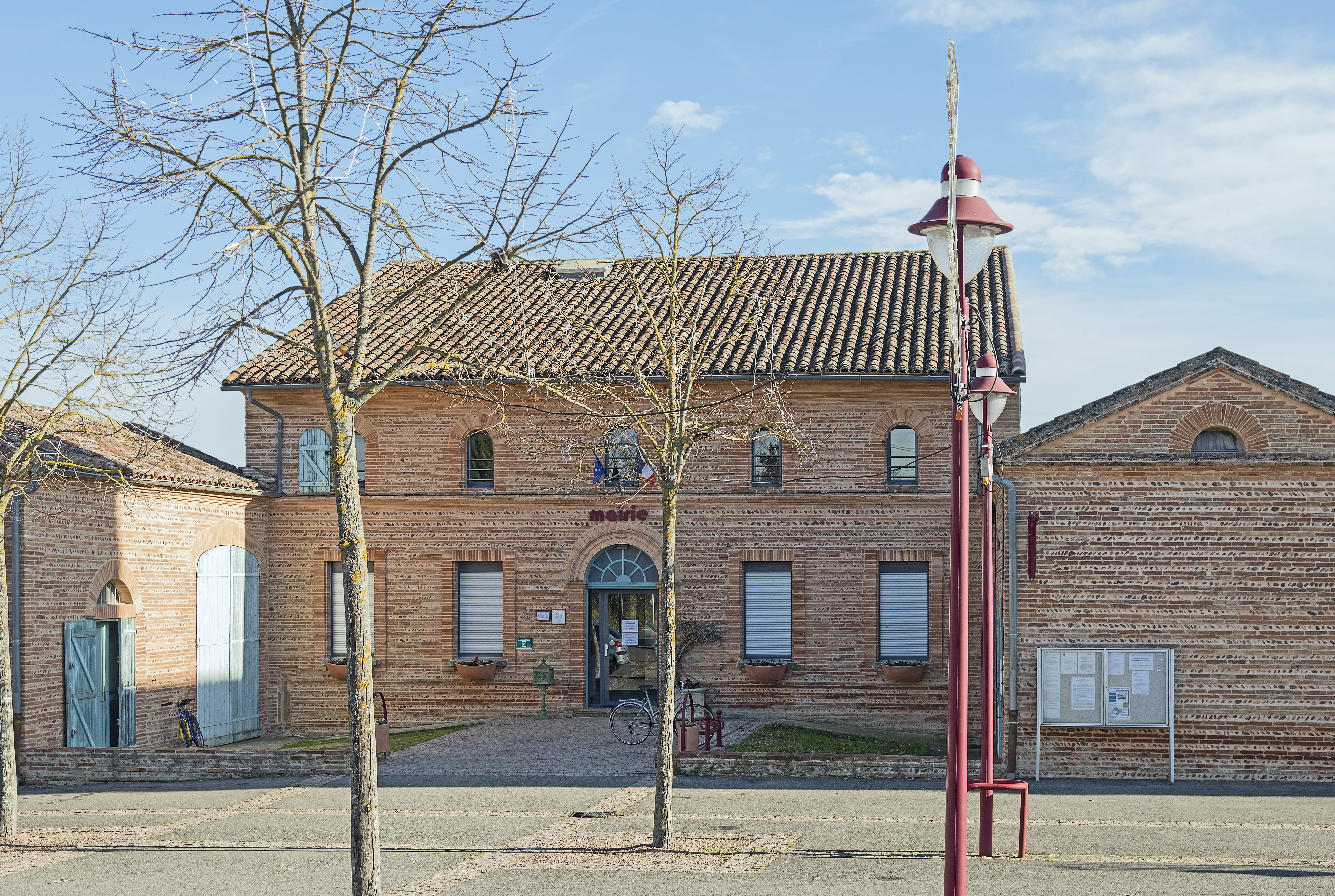
Мэрия
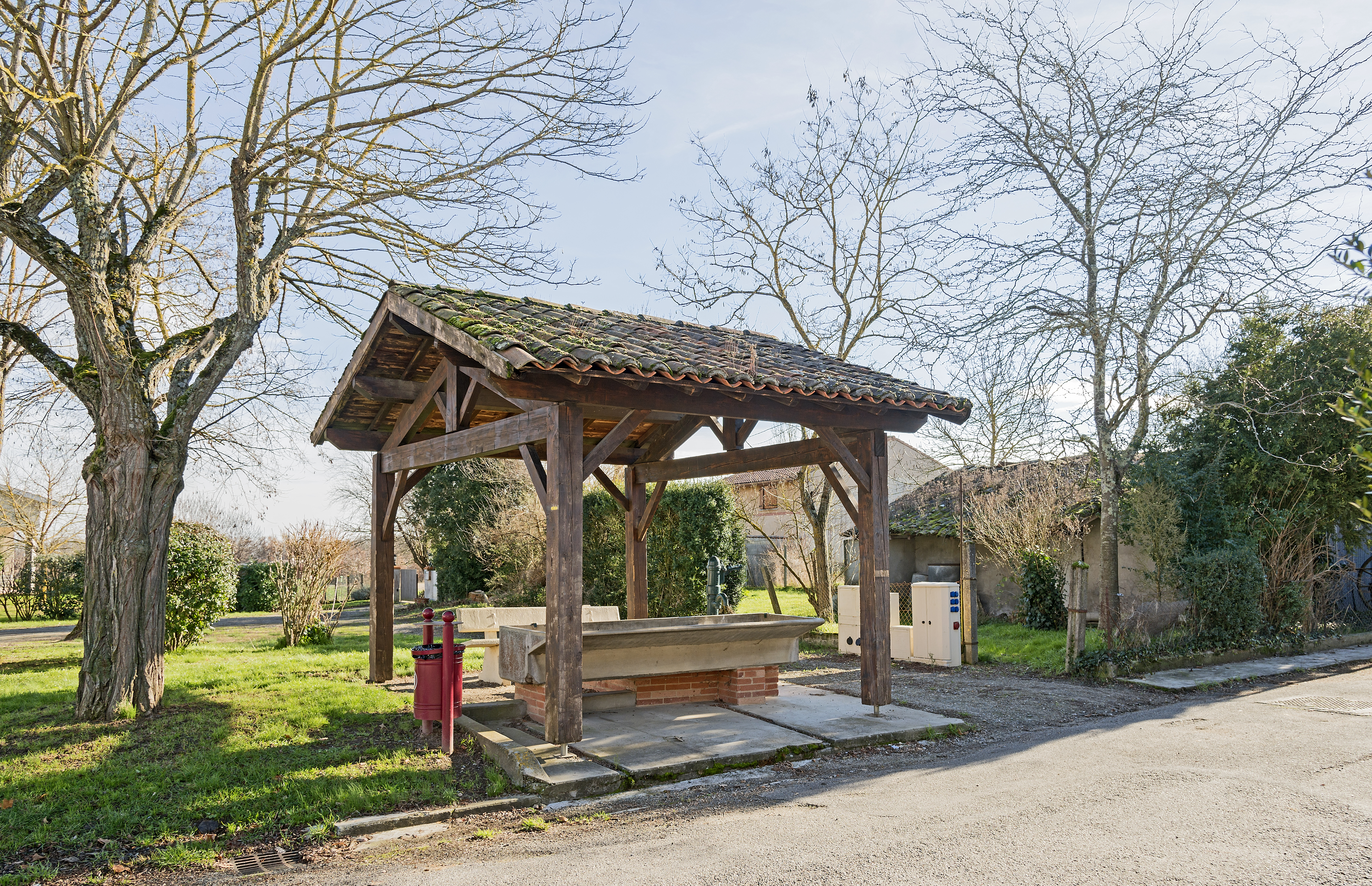
Общественная прачечная
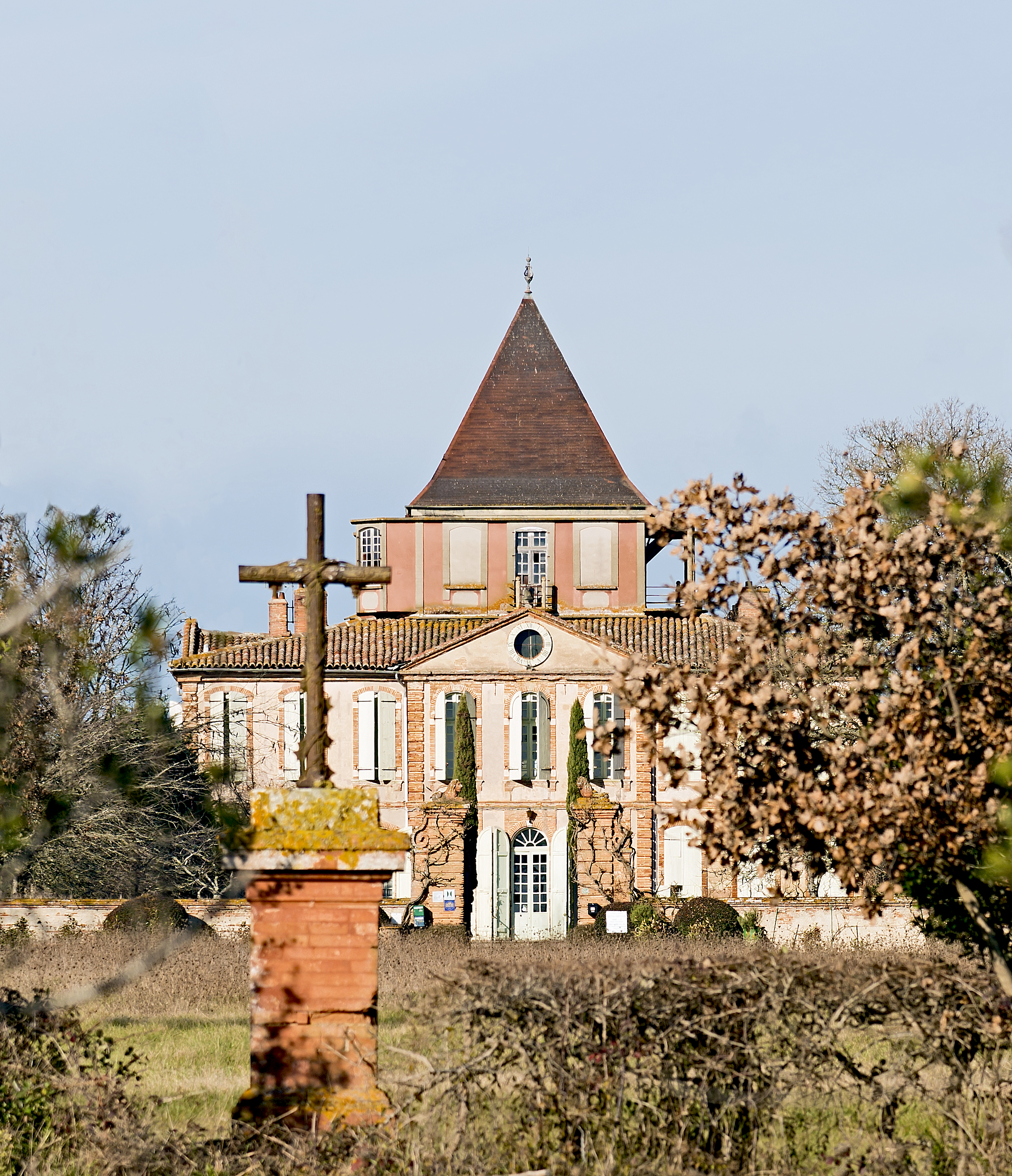
Замок Ларра и придорожный крест
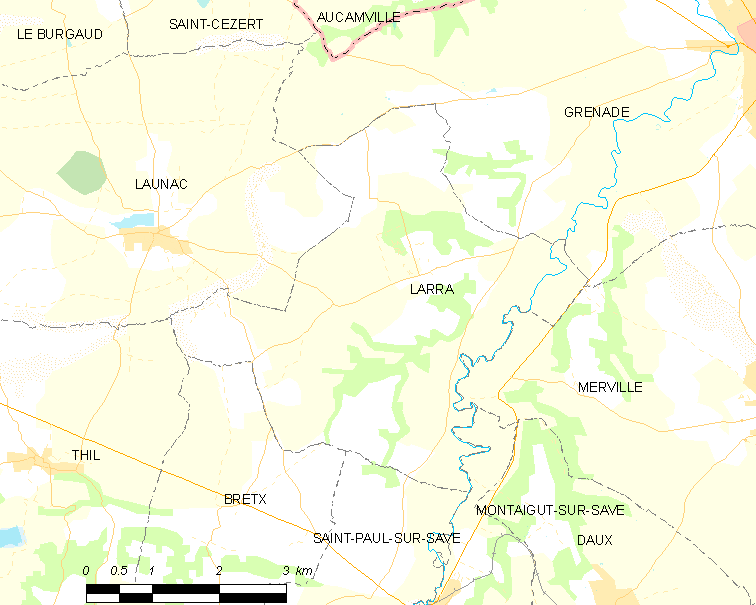
Карта коммуны